# Reguła prawej dłoni
Reguła prawej dłoni (także reguła prawej ręki) – konwencja służąca do określania skrętności układu współrzędnych trójwymiarowych oraz kierunku i zwrotu wektora, będącego iloczynem wektorowym dwóch innych wektorów.

## Reguła prawej dłoni

### Skrętność układu współrzędnych

Układ lewoskrętny po lewej, prawoskrętny po prawej

Osie OX i OY kartezjańskiego układu współrzędnych przestrzennych wyznaczają pewną płaszczyznę; zwrot osi OZ, prostopadłej do płaszczyzny OXY, może być dobrany na dwa różne sposoby; w zależności od tego wyboru mamy układy współrzędnych prawo- i lewoskrętne. Dokładnie określa to reguła prawej dłoni następująco: 
Ustawiamy kciuk prawej dłoni wzdłuż osi OZ; jeżeli zginając palce tej dłoni będziemy kreślić mniejszy kąt tak, by obrócić oś OX na oś OY, a odwiedziony kciuk wskazuje zwrot osi OZ, to układ jest prawoskrętnym (por. prawy rysunek); w przeciwnym razie układ jest lewoskrętny.
W ten sposób skrętność układu wyznaczamy posługując się prawą ręką człowieka.

### Iloczyn wektorowy
Jeżeli zginając palce prawej dłoni, ustawione wzdłuż wektora {\displaystyle {\vec {a}},} obrócimy wektor a po mniejszym kącie na wektor {\displaystyle {\vec {b}},}, to kciuk wskazuje kierunek i zwrot iloczynu wektorowego {\displaystyle {\vec {a}}\times {\vec {b}}.}

## Reguła trzech palców

Znajdowanie zwrotu iloczynu wektorowego za pomocą reguły prawej dłoni

Inna technika nazywana jest regułą trzech palców. Wyprostowany palec wskazujący prawej dłoni pokazuje zwrot osi OX. Zgięty palec środkowy pokazuje zwrot osi OY. Odwiedziony kciuk wskazuje wówczas zwrot osi OZ w układzie prawoskrętnym.
Jeżeli wyprostowany palec wskazujący prawej dłoni wskazuje kierunek i zwrot wektora {\displaystyle {\vec {A}},} a palec środkowy kierunek i zwrot wektora {\displaystyle {\vec {B}},} wówczas kciuk pokazuje kierunek i zwrot ich iloczynu wektorowego {\displaystyle {\vec {A}}\times {\vec {B}}.}
Można także umówić się, że kolejne palce prawej dłoni w opisanym powyżej układzie pokazują zwrot kolejnych osi: odwiedziony kciuk pokazuje zwrot osi OX, wyprostowany palec wskazujący osi OY, zgięty palec środkowy osi OZ.
Istnieje jeszcze jeden sposób skorzystania z reguły prawej ręki. Należy wyobrazić sobie osobę stojącą z rozłożonymi rękami i patrzącą w stronę, w którą zwrócona jest oś OX (do przodu). Głowa tej osoby wskazuje zwrot osi OY (w górę), zaś prawa ręka pokazuje zwrot osi OZ (w prawo).

### Fizyka

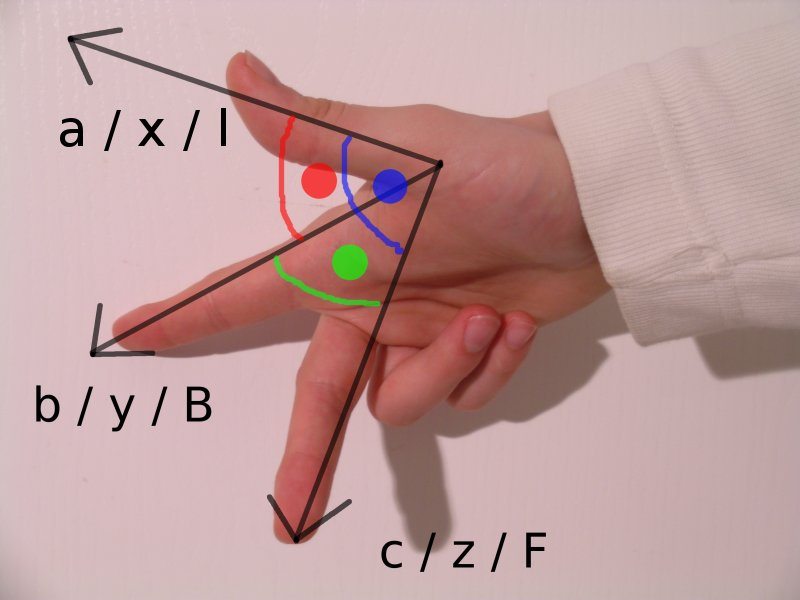
Reguła prawej dłoni

W fizyce reguła prawej dłoni pozwala określić kierunek ruchu przewodnika w polu magnetycznym. Jeżeli 4 wyprostowane palce prawej dłoni (lub wyprostowany palec wskazujący) wskazują zwrot linii pola magnetycznego, a kciuk wskazuje umowny zwrot linii pola elektrycznego (od plusa do minusa), wówczas przewodnik poruszy się w tym samym kierunku, w którym otwarta dłoń wykonuje ruch popychający (lub w kierunku zgiętego palca środkowego, patrz rysunek).
Inna reguła prawej dłoni pozwala określić kierunek prądu indukowanego w przewodniku. Jeżeli wektor indukcji pola magnetycznego wchodzi w prawą dłoń, a kciuk pokazuje kierunek ruchu przewodnika, wówczas wyciągnięte 4 palce wskazują zwrot linii pola elektrycznego indukcji, powstającego w przewodniku.
W innej wersji, znanej też jako reguła trzech palców, palec wskazujący prawej ręki wskazuje zwrot indukcji pola magnetycznego, a kciuk – zwrot prędkości ruchu przewodnika. Odgięty palec środkowy wskazuje wówczas zwrot indukowanego prądu.

## Zwrot związany z rotacją

Reguła prawej dłoni

W fizyce druga forma reguły prawej dłoni określa regułę, w myśl której jeśli prawą dłonią obejmiemy przewodnik elektryczny tak, że kciuk wskazuje kierunek przepływu prądu elektrycznego {\displaystyle {\vec {I}}} w przewodniku, to zgięte pozostałe palce wskażą kierunek i zwrot wektora indukcji magnetycznej {\displaystyle {\vec {B}}.}